# تاکویا آوکی
تاکویا آوکی (انگلیسی: Takuya Aoki؛ زادهٔ ۱۶ سپتامبر ۱۹۸۹) بازیکن فوتبال اهل ژاپن است.
از باشگاه‌هایی که در آن بازی کرده‌است می‌توان به باشگاه فوتبال اوراوا رد دیاموندز اشاره کرد.